# Anfield (stadsdel)

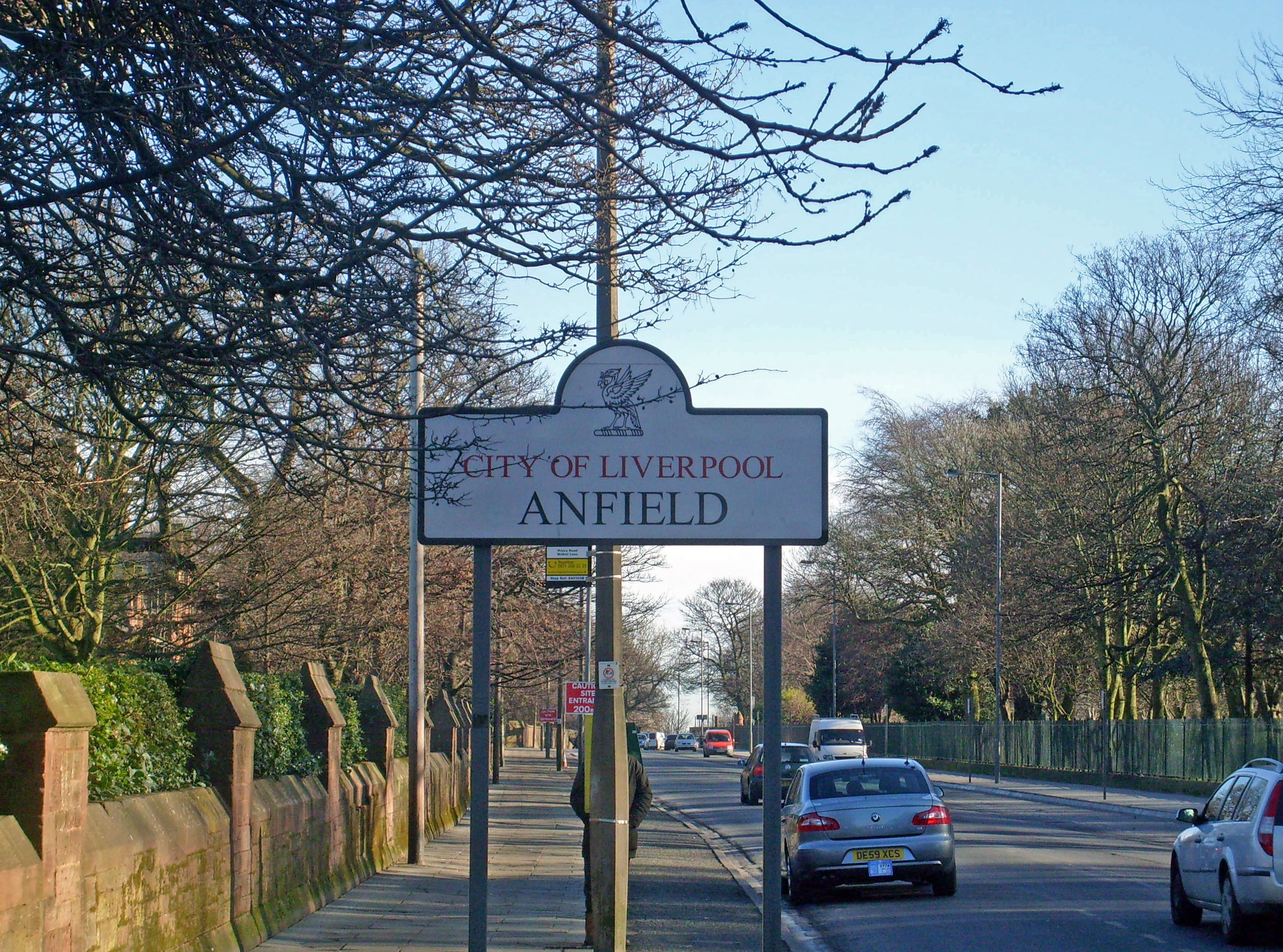

Anfield är en stadsdel i Liverpool, Merseyside, Storbritannien med omkring 14 000 invånare. I stadsdelen ligger Liverpool FCs hemmaarena vid namn Anfield där klubben har skördat många stora triumfer.